# 貝基利區
貝基利區，是馬達加斯加的行政區，位於該國南部，由安德羅伊區負責管轄，首府設於貝基利，面積5,097平方公里，2011年人口156,106，人口密度每平方公里31人。